# Diaphorus deliquescens
Diaphorus deliquescens är en tvåvingeart som beskrevs av Friedrich Hermann Loew 1871. Diaphorus deliquescens ingår i släktet Diaphorus och familjen styltflugor. Inga underarter finns listade i Catalogue of Life.